# Humanity Dethroned
Humanity Dethroned – drugi studyjny album zespołu Dark Empire.

## Lista utworów
1. Eyes Of Defiance 05:06
2. No Sign of Life 05:05
3. Humanity Dethroned 05:12
4. The Forgotten Sin 08:26
5. Faded Dreams 05:30
6. Salvation Denied 05:16
7. Prelude 03:14
8. Haunted 05:28
9. Possessed (We are one) 05:10
10. Closure 06:47

## Skład zespołu
- Jens Carlsson – śpiew
- Matt Moliti – gitara, gitara basowa, śpiew
- Andrew Atwood – gitara, śpiew
- Sam Paulicelli – perkusja